# Ósmosis

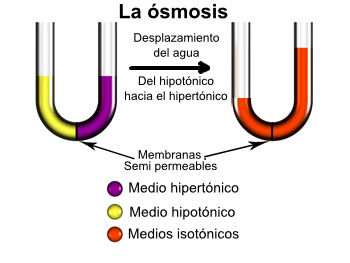
Fenómeno de la ósmosis.

La ósmosis u osmosis es un fenómeno físico relacionado con el movimiento de un disolvente a través de una membrana semipermeable. Tal comportamiento supone una difusión simple a través de la membrana, sin gasto de energía. La ósmosis del agua es un fenómeno biológico importante para el metabolismo celular de los seres vivos.

## Historia

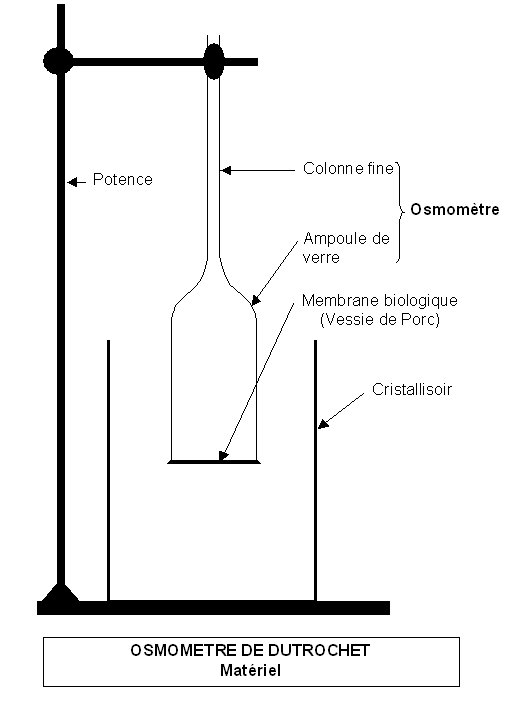
El osmómetro de Dutrochet.

En 1748, el abad Nollet señaló que cuando el agua y el alcohol se separaban en la vejiga de un animal, el agua pasaba a través del alcohol pero nunca a la inversa. En sus trabajos sobre soluciones acuosas realizados entre 1827 y 1832, Henri Dutrochet propuso los términos «endosmose» y «exosmose» (endosmosis  y exosmosis, en su trabajo de 1828, Recherches sur l'Endosmose et l'Exosmose) para describir este fenómeno, por lo que suele considerarse su descubridor. K. Vicrordt también se  interesó en este fenómeno en 1848. En 1854, el químico escocés Thomas Graham trabajó en sustancias coloidales y descubrió que no podían pasar a través de una membrana animal. Fue entonces cuando acuñó el término «osmosis» a partir del griego ὠσμός, que significa 'empuje'.
Fue M. Traube, en 1864, quien concibió la primera membrana artificial de ferrocianuro de cobre  Cu2Fe(CN)6. En 1877, Wilhelm Friedrich Philipp Pfeffer (1845-1920) precipitó el ferrocianuro de cobre en un material poroso, lo que le permitió tener una membrana con buena resistencia mecánica.
En 1884, Hugo de Vries  trabajó en la plasmólisis y la turgencia de las células vegetales.
En 1886, Jacobus Henricus van 't Hoff publicó una analogía entre soluciones acuosas y los gases perfectos y aplicó la termodinámica a la ósmosis. Estableció una ley, similar en forma a la ley de los gases perfectos, la ley de la osmometria, y propuso el adjetivo «semipermeable» para designar membranas. Recibió el Premio Nobel de Química en 1901 por su trabajo.
En 1899, A. Crum Brown usó tres fases líquidas (una solución acuosa de nitrato de calcio saturada con fenol  en la parte inferior, una capa de fenol puro en el medio y una solución de agua saturada con fenol en la parte superior). Notó un fenómeno de ósmosis (el agua pasaba de la fase superior a la fase inferior), la fase líquida del medio actuaba como una membrana semipermeable. Estableció así la importancia de la solubilidad de las especies difusoras en la membrana.
Entre 1901 y 1923, H. N. Morse y J. C. W. Frazer realizaron mediciones sistemáticas de la permeabilidad de varios precipitados gelatinosos: ferrocianuros y fosfatos de uranio, de hierro, de zinc, de cadmio y de manganeso.

## Mecanismo
Se denomina membrana semipermeable a aquella estructura que contiene poros o agujeros, al igual que cualquier filtro, de tamaño molecular. El tamaño de los poros es tan minúsculo que deja pasar las moléculas pequeñas pero no las grandes, normalmente del tamaño de micrómetros. Por ejemplo, deja pasar las moléculas de agua, que son pequeñas, pero no las de azúcar, que son más grandes.
Si una membrana como la descrita separa un líquido en dos particiones, una de agua pura y otra de agua con azúcar, suceden varias cosas, explicadas a fines del siglo XIX por Jacobus Henricus van 't Hoff y Gibbs empleando conceptos de potencial electroquímico y difusión simple, entendiendo que este último fenómeno implica no solo el movimiento al azar de las partículas hasta lograr la homogénea distribución de las mismas y esto ocurre cuando las partículas que vienen se equiparan con las que aleatoriamente van, sino el equilibrio de los potenciales químicos de ambas particiones. Los potenciales químicos de los componentes de una solución son menores que la suma del potencial de dichos componentes cuando no están ligados en la solución. Este desequilibrio, que está en relación directa con la osmolaridad de la solución, genera un flujo de partículas solventes hacia la zona de menor potencial que se expresa como presión osmótica mensurable en términos de presión atmosférica, por ejemplo: "existe una presión osmótica de 50 atmósferas entre agua desalinizada y agua de mar". El solvente fluirá hacia el soluto hasta equilibrar dicho potencial o hasta que la presión hidrostática equilibre la presión osmótica.
El resultado final es que, aunque el agua pasa de la zona de baja concentración a la de alta concentración y viceversa, hay un flujo neto mayor de moléculas de agua que pasan desde la zona de baja concentración a la de alta.
Dicho de otro modo: dado suficiente tiempo, parte del agua de la zona sin azúcar habrá pasado a la de agua con azúcar. El agua pasa de la zona de baja concentración a la de alta concentración.
Las moléculas de agua atraviesan la membrana semipermeable desde la disolución de menor concentración, disolución hipotónica, a la de mayor concentración, disolución hipertónica. Cuando el trasvase de agua iguala las dos concentraciones, las disoluciones reciben el nombre de isotónicas.
En los seres vivos, este movimiento del agua a través de la membrana celular puede producir que algunas células se arruguen por una pérdida excesiva de agua, o bien que se hinchen, posiblemente hasta reventar, por un aumento también excesivo en el contenido celular de agua. Para evitar estas dos situaciones, de consecuencias desastrosas para las células, estas poseen mecanismos para expulsar el agua o los iones mediante un transporte que requiere gasto de energía. La presencia de sales minerales disueltas en el agua condicionan el movimiento de las moléculas de agua a través de la membrana plasmática para igualar las concentraciones 

### Fundamento físico
Es un sistema binario reaccionante, en que los componentes no acarrean carga eléctrica y existe una temperatura uniforme e igual para dos reservorios, se tiene que la producción de entropía es la combinación lineal de productos entre flujos y fuerzas del sistema:
{\displaystyle \sigma =\sum _{i}{Y_{i}X_{i}}=j_{1}'{\frac {(\Delta \mu _{1})_{T,p}}{T}}-j_{v}{\frac {\Delta p}{T}}}
donde los flujos son simplemente el flujo de difusión relativo del compuesto 1 y el flujo relativo de velocidades de los componentes:
{\displaystyle j_{1}'=j_{1}-{\frac {c_{1}}{c_{2}}}j_{2}\qquad j_{v}=v_{1}j_{1}+v_{2}j_{2}}
Las fuerzas termodinámicas son diferencias entre magnitudes intensivas entre los dos reservorios: potencial químico y presión
{\displaystyle X_{1}=-{\frac {(\Delta \mu _{1})_{T,p}}{T}}=-\mu _{11}^{c}{\frac {\Delta c_{1}}{T}}\qquad ;\qquad X_{v}=-{\frac {\Delta p}{T}}}
Las leyes fenomenológicas son:
{\displaystyle {\begin{bmatrix}\;j_{1}'\\\;j_{v}\end{bmatrix}}={\begin{bmatrix}\;\Lambda _{11}&\lambda _{v1}\\\;\Lambda _{1v}&\Lambda _{vv}\\\end{bmatrix}}{\begin{bmatrix}\;-\mu _{11}^{c}{\frac {\Delta c_{1}}{T}}\\\;-{\frac {\Delta p}{T}}\end{bmatrix}}}
De lo que se deduce, para una situación estacionaria ({\displaystyle j_{v}=0}) que una diferencia de concentraciones en los depósitos provoca una diferencia de presiones y viceversa. Son los fenómenos de ósmosis y ósmosis inversa, dados por la relación:
{\displaystyle {\frac {\Delta p}{\Delta c_{1}}}=-\mu _{11}^{c}{\frac {\Lambda _{v1}}{\Lambda _{vv}}}.}
A la diferencia de presiones {\displaystyle \Delta p} que provoca una determinada diferencia de concentración {\displaystyle \Delta c_{1}} se denomina presión osmótica.

### Ósmosis en una célula animal
Las membranas de las células son semipermeables, por lo tanto, en un medio isotónico, el paso del agua en los dos sentidos se equilibra. Si la célula se encuentra en un medio hipotónico (que tiene menor concentración de soluto) tenderá a absorber agua hinchándose, pudiendo llegar al extremo de estallar, dando origen a la citólisis.
Por el contrario, si la célula se encuentra en un medio hipertónico, el agua interior tenderá a salir, llevando a la deshidratación, pudiendo en casos extremos llegar a la muerte de la célula, proceso denominado de crenación.

### Ósmosis en una célula vegetal
Las membranas de las células vegetales son también semipermeables, y en este caso también en un medio isotónico, el paso del agua en los dos sentidos se equilibran.
En presencia de un medio hipotónico la célula absorbe agua llenando sus vacúolos, dando origen a una situación denominada turgencia. Por otro lado, en un medio hipertónico, el agua sale de la célula a través de la membrana, pudiendo llegarse a que la pared celular se despegue de la membrana plasmática, provocando lo que se llama la plasmólisis.

## Ósmosis inversa

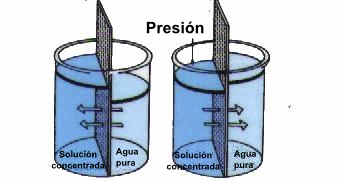
Ósmosis inversa

Lo descrito hasta ahora ocurre en situaciones normales, en que los dos lados de la membrana estén a la misma presión; si se aumenta la presión del lado de mayor concentración, puede lograrse que el agua pase desde el lado de alta concentración al de baja concentración de sales.
Se puede decir que se está haciendo lo contrario de la ósmosis, por eso se llama ósmosis inversa. Téngase en cuenta que en la ósmosis inversa a través de la membrana semipermeable solo pasa agua. Es decir, el agua de la zona de alta concentración pasa a la de baja concentración.
Si la alta concentración es de sal, por ejemplo agua marina, al aplicar presión, el agua del mar pasa al otro lado de la membrana. Solo el agua, no la sal. Es decir, el agua se ha desalinizado por ósmosis inversa, y puede llegar a ser potable.

## Aplicaciones
La mayoría de las aplicaciones de la ósmosis vienen de la capacidad de separar solutos en disolución de forma activa mediante ósmosis inversa utilizando membranas semipermeables.

### Desalinización
Mediante este procedimiento es posible obtener agua desalinizada (menos de 5000 microsiemens/cm de conductividad eléctrica) partiendo de una fuente de agua salobre, agua de mar, que en condiciones normales puede tener entre 20 000 y 55 000 microsiemens/cm de conductividad.
La medida de la conductividad del agua da una indicación de la cantidad de sales disueltas que contiene, dado que el agua pura no es un buen conductor de la electricidad (su potencial de disociación es menor de 0,00001).
La ósmosis inversa o reversa se ha convertido hoy en día en uno de los sistemas más eficientes para desalinizar y potabilizar el agua, siendo usada en barcos, aviones, industrias, hospitales y domicilios.
Mediante ósmosis inversa se consigue que el agua bruta que llega a la desaladora se convierta por un lado en un 40% de agua producto y un 55-60% de agua salobre.
La clave está en la constitución del fajo de membranas que intercalan redes-canales de circulación entre capa y capa y finalmente convergen en el centro del sistema. Como hay un flujo de entrada y dos flujos de salida, al uno se le conoce como rechazo salino y al otro como flujo de permeado y sus valores dependerán de la presión de entrada impuesta al sistema. Por lo general es factible encontrar membranas confeccionadas con poliamida o acetato de celulosa (este último material está en desaparición) con un rechazo salino de entre 96,5-99,8 %. Existen membranas especializadas para cada tipo de agua, desde agua de mar hasta aguas salobres.
Los equipos de ósmosis inversa industriales montan varios trenes o carros de membranas interconectadas entre sí, una bomba de alta presión, medidores de TDS, pH y caudalímetros de columna. Existen equipos que se ubican en grandes salas debido a su enorme tamaño.
Para el óptimo funcionamiento de estos sistemas, se requiere mantener un antiincrustante contra sílice (sílice gelificada neutra) que obtura el sistema, además de un biocida para mantener libre de biomasas las capas del sistema.
La ósmosis inversa tiene algunas restricciones, hay ciertas especies químicas que el sistema no es capaz de retener, estos son el arsenito (As(III)), la sílice neutra (ya mencionada) y el boro. Para retener estas especies hay que realizar una modificación del estado químico de la especie, ya sea vía oxidación, coprecipitación o cambios de pH del medio. Por ejemplo el arsenito (As(III)) experimenta un rechazo de menos de 25 %, el arsenato (As(V)) es capaz de ser retenida en un 95-98 %.
Las incrustaciones en las membranas son un factor no despreciable en la eficiencia del equipo, esto ocurre cuando se pretende forzar el caudal de permeado, ocurriendo frentes de saturación en la superficie de la membrana. Otras sustancias son incrustantes, tales como la mencionada sílice, biomasas de microorganismos. Una vez incrustada la membrana, solo es posible revertir la situación desmontando la unidad y tratándola con mezclas de ácidos fuertes y sometiéndolas a contracorriente.
Un desarrollo tecnológico reciente especialmente relevante es el de la ósmosis inversa para desalinización basada en energía solar fotovoltaica, empleando solo y exclusivamente una pequeña batería para que todo funcione correctamente.

#### Reducción de la dureza
Las aguas duras contienen iones de calcio y magnesio que pueden precipitar combinados con iones como carbonatos, sulfatos o hidróxidos estos precipitados se van acumulando (obstruyendo) en las tuberías de distribución, calentadores, etc. Con la ósmosis inversa se reducen estos precipitados. En el caso de equipos industriales muy costosos es muy recomendable un tratamiento adicional de intercambio de iones de calcio por iones de sodio mediante cadenas descalcificadoras con resinas.

### Descontaminación y tratamiento de efluentes
Para la eliminación de contaminantes en disolución principalmente encaminado al ahorro de agua. Si se tiene agua con contaminante "X" cuyas moléculas tienen un tamaño de "Y" micras, siendo "Y" mayor que el tamaño de la molécula de agua. Si se busca una membrana semipermeable que deje pasar moléculas de tamaño de las del agua pero no de "Y", al aplicar presión (ósmosis inversa) se obtendrá agua sin contaminante.
La utilización de la ósmosis inversa en el tratamiento de efluentes persigue alguno de los tres objetivos siguientes:
- Concentrar la contaminación en un reducido volumen.
- Recuperar productos de alto valor económico.
- Recircular el agua.

La ósmosis inversa no destruye la contaminación sino que, como mucho, permite concentrarla en un pequeño volumen.

#### Reducción del contenido de nitratos
Las aguas subterráneas suelen incorporar altas concentraciones de nitratos, superiores a las admitidas por la reglamentación técnico-sanitaria. Las membranas de ósmosis inversa con un alto porcentaje de rechazo del ion nitrito permiten obtener agua con un bajo contenido en dichos iones.

##### Concentración de nitritos y nitratos
Los efluentes procedentes de la limpieza de depósitos contenedores de tetróxidos de nitrógeno (N2O4) están contaminados con iones nitrito (NO2-) y nitrato (NO3-). Los efluentes son neutralizados previamente con sosa cáustica tras lo cual son enviados a un primer paso de una ósmosis inversa que trabaja con una recuperación del 95%.
El rechazo de este primer paso es enviado hasta una segunda etapa de ósmosis inversa que trabaja con una recuperación del 75 %. El rechazo de este segundo paso es recirculado al depósito situado en cabeza de la instalación y el perneado, con un contenido inferior a 10 ppm, puede ser reutilizado.

#### Eliminación del color y de los precursores de trihalometanos
El color procedente de la descomposición de la materia orgánica natural disuelta por las aguas. El color, además de no admitirse en el agua potable por motivos estéticos, es un precursor de los trihalometanos (THM).

#### Vinazas
Las vinazas sufren en primer lugar un proceso de filtración para eliminar las materias en suspensión que pudiesen atascar las membranas. Continuación son impulsadas hacia unas membranas de ósmosis inversa que permiten el paso tanto del agua como del alcohol etílico. El permeado de la ósmosis inversa, que constituye el 90 % del volumen inicial de las vinazas, se envía hacia una columna de destilación que permite recuperar el alcohol y otros productos nobles. El residuo de la columna de destilación es agua con un bajo contenido en DBO que puede enviarse hacia una planta convencional de aguas residuales urbanas.
El rechazo de la ósmosis inversa, que constituye el 10 % del volumen inicial de las vinazas, se envía a una columna donde se destila a baja temperatura para evitar la degradación de productos termosensibles permitiendo se recuperación.

#### Alpechines
Los efluentes de las almazaras, compuestas por el agua de la aceituna y el agua utilizada para extraer el aceite de oliva, es altamente contaminante y difícilmente biodegradable. La ósmosis inversa, combinada con una ultrafiltración, permite recuperar de los efluentes materiales de alto valor económico y obtener agua reutilizable.

### Uso como agua potable
Cada vez es más frecuente el uso de la desalinización para producir agua para consumo humano, y la tendencia probablemente continuará conforme aumenta la escasez de agua a causa de las presiones que produce el crecimiento demográfico, la sobreexplotación de los recursos hídricos y la contaminación de otras fuentes de agua.
Los sistemas de desalinización actuales están diseñados para tratar tanto el agua estuarina, costera y marina, como también aguas salobres interiores (tanto superficiales como subterráneas).
El agua producida mediante la ósmosis inversa es agresiva para los materiales utilizados, por ejemplo en la distribución del agua y en las tuberías y dispositivos de fontanería domésticos.
Los materiales generalmente utilizados en las instalaciones domésticas pueden ser atacados por estas aguas agresivas, por este motivo también después de la desalación se suele estabilizar el agua. Este proceso se hace sustancias químicas como carbonato cálcico y magnésico con dióxido de carbono. Una vez aplicado este tratamiento, el agua desalinizada no debería ser más agresiva que el agua de consumo habitual.
El agua desalinizada suele mezclarse con volúmenes pequeños de agua más rica en minerales para mejorar su aceptabilidad y, en particular, para reducir su agresividad. Algunas aguas subterráneas o superficiales pueden utilizarse, tras un tratamiento adecuado, para mezclar en proporciones mayores y pueden mejorar la dureza y el equilibrio iónico.

### Usos industriales

#### Producción de aguas de alta calidad
- Producción de agua desmineralizada: las membranas de baja presión eliminan la mayor parte de las sales en el agua, finalizando su desmineralización total con el intercambio iónico.

- Producción de agua ultrapura: además de eliminar las sales en el agua y una gran variedad de sustancias orgánicas, también depura microorganismos consiguiendo un agua ultrapura.

#### Circuitos de refrigeración semiabiertos
Las centrales de producción de energía eléctrica deben ceder al foco frío grandes cantidades de energía en forma de calor. El medio utilizado para esta transferencia es habitualmente el agua de un circuito de refrigeración. Con el fin de economizar la máxima cantidad de agua posible se concentra el agua de aporte tantas veces como lo permita su composición iónica y la resistencia a la corrosión de los materiales del circuito. Al mismo tiempo, con tal finalidad y para cumplir con la legislación vigente en algunos países, reduciendo el impacto ecológico que supondría el vertido de las aguas de alta salinidad de la purga del circuito, se procede a tratar estas para obtener un vertido practicante nulo donde la ósmosis inversa juega un papel importante en la concentración del vertido.

#### Pintado por electrodeposición
En este proceso la carrocería se sumerge en una dispersión coloidal en agua de partícula de pintura eléctricamente cargada. La aplicación de un gradiente de potencial origina una migración de las partículas de pintura hacia la carrocería sobre la que se depositan. Cuando la carrocería emerge del baño de electropintado arrastra pintura sin depositar, por lo que se lava pulverizando agua a contracorriente. De esta forma, la pintura arrastrada es recuperada y devuelta de nuevo al baño.
El baño de pintura es bombeado hacia unas membranas de ultrafiltración cuyo permeado contiene mayoritariamente agua, pequeñas cantidades de resina, solvente solubilizador y sales inorgánicas disueltas. El rechazo de la ultrafiltración es mayoritariamente pintura del baño que es devuelta al mismo.
El permeado de la ultrafiltración es impulsado de nuevo hacia una ósmosis inversa cuyo permeado es agua de alta pureza que se utiliza, junto con una pequeña cantidad de agua desmineralizada de aporte, para el lavado final de la carrocería.
El rechazo de la ósmosis inversa contiene solventes, solubilizadores, sales disueltas, etc. y se utiliza por un lado para arrastrar la pintura no depositada sobre las carrocerías tras su salida del baño de electropintado y por otro lado para desconcentrar el circuito de las sales que se van acumulando.

#### Tintado de fibras textiles
La utilización de la ósmosis inversa y de la nanofiltración para el tratamiento de los efluentes procedentes del tintado de fibras textiles permite por un lado recircular aproximadamente el 95 % de los productos químicos usados en los baños de tintado y, por otro, reutilizar alrededor del 90 % de las aguas residuales generadas.

#### Fabricación de catalizadores
Algunos catalizadores utilizados de automóviles se fabrican a partir de una pasta de aluminio, cerio y níquel. La combinación de una ultrafiltración y una ósmosis inversa permite recuperar tanto la materia prima de fabricación como el agua del proceso. El efluente de la fabricación de catalizadores es una lechada que incorpora los constituyentes de la pasta diluidos entre 3 y 50 veces así como un conjunto de aditivos. La lechada, cuya concentración oscila entre 1 y el 15 % de sólidos, pasa en primer lugar a través de una ultrafiltración con un poder de corte del orden de 100.000, obteniéndose un concentrado con un contenido en sólidos del 50 %, que se puede reutilizar directamente en el proceso. El permeado de la ultrafiltración pasa a continuación por una ósmosis inversa que permite recuperar la mayor parte del agua del proceso.

#### Procesado de papel fotográfico
El elevado coste tanto de la plata como del agua de alta calidad hace rentable recuperar ambos elementos de los efluentes del procesado de papel fotográfico. Los efluentes con un contenido en plata del orden de las 30 ppm, son enviados hacia unas membranas de ósmosis inversa que presentan un rechazo medio del tiosulfato de plata del 99,7 %. El permeado es recirculado de nuevo al proceso y el rechazo de la ósmosis, con un contenido en plata de 220 a 570 ppm, es sometido a un tratamiento con ditionita y aluminio para precipitar la plata. Una centrifugación posterior permite separar el precipitado del efluente y recuperar la plata.

### Usos alimentarios
La misma capacidad de concentrar moléculas ha sido ampliamente utilizada para conseguir concentrados alimenticios y de buena calidad.

#### Fabricación de fécula de patata
Las aguas residuales de las fábricas de fécula de patata pasan, en primer lugar a través de una ultrafiltración cuyo contenido presenta un 10% de la materia seca, de la cual su 60 % aproximadamente son proteínas que se pueden recuperar por precipitación.
El ultrafiltrado se envía de nuevo hacia una ósmosis inversa cuyo permeado presenta una contaminación menor, pudiendo enviarse a una planta convencional de aguas residuales urbanas.
En el rechazo de la ósmosis inversa, en un pequeño volumen se encuentra concentrada toda la contaminación inicial y debe procesarse en una planta de alta carga.

#### Concentrado de zumos de frutas
La concentración elimina el agua, y mantiene el aroma y resto de las moléculas. La producción de zumos concentrados mediante ósmosis inversa tiene las siguientes ventajas:
- No destruye las vitaminas ni se pierden los aromas, al hacerse a temperatura ambiente.
- Bajo consumo energético por lo que hay un abaratamiento de costes de producción.

Pero también las siguientes limitaciones:
- La ósmosis inversa se debe utilizar con otros procesos de concentración ya que a medida que aumenta la concentración se eleva la presión osmótica.
- Puede presentar paso de algunos compuestos de bajo peso molecular no deseados a través de las membranas utilizadas y se concentran aún más.

#### Preconcentración de jugos azucarados
Con la ósmosis inversa se puede preconcentrar los jugos azucarados antes de su evaporación para eliminar gran parte del agua que poseen. Así se puede reducir consumos energía y aumentar capacidad de evaporación.

#### Preconcentrado de suero lácteo
Así se consiguen los siguientes objetivos:
- Reducir el coste del transporte. Cuando el suero no se procesa en la misma planta donde se obtiene, es preciso transportarlo para su tratamiento. Con la reconcentración, se elimina gran parte del agua existente reduciendo considerablemente los gastos de transporte.
- Reducir el consumo energético de la evaporación. Si el suero lácteo se procesa en la misma planta, su preconcentración mediante ósmosis inversa permite reducir los consumos energéticos globales de la fabricación y aumentar la capacidad de producción de los evaporadores existentes.

#### Preconcentrado de la clara de huevo
La ósmosis inversa conserva todas sustancias solubles producto final (glucosa). Reduce costes de secado y mejora la calidad del producto.

#### Estabilización de vinos
La estabilización del vino tiene por objeto eliminar un precipitado de tartrato potásico que disminuye generalmente su valor comercial y puede hacerse precipitando los tartratos de forma controlada, tras concentrar el vino por ósmosis inversa.
Se hace pasar el vino a través de una ósmosis inversa, obteniéndose, por un lado, un permeado que representa aproximadamente el 60 % del volumen inicial, y por otro, un concentrado que supone el 40 % restante en el que los distintos productos que no pueden atravesar las membranas se encuentran concentradas 2,5 veces.

#### Fabricación de cerveza con bajo contenido en alcohol
La cerveza fermentada con un bajo contenido alcohólico no posee ni un sabor ni un aroma satisfactorios. Por lo que es mejor producir una cerveza con un contenido alcohólico normal o alto y reducir o eliminar dicho contenido posteriormente.
El proceso de la desalcoholización de la cerveza se basa en el hecho de que algunas membranas retienen difícilmente el etanol.
La cerveza se bombea hacia la membrana de ósmosis inversa obteniéndose por un lado un permeado formado por agua, la mayor parte del alcohol y algunos ácidos orgánicos de bajo peso molecular y por otro un concentrado de cerveza.
El agua no destilada, junto con los componentes de bajo peso molecular se mezclan de nuevo con la cerveza concentrada, dando lugar a la cerveza con bajo contenido en alcohol.

#### Fermentación alcohólica
La ósmosis inversa puede utilizarse para producir alcohol a partir de los jugos azucarados.
El contenido de la cuba de fermentación alcohólica se bombea constantemente hacia membranas de ósmosis inversa permitiendo el paso de agua y alcohol que se destila separando el agua del alcohol.

## Experimento ilustrativo de ósmosis
Se puede realizar una experiencia, consistente en llenar una bolsa de celofán (que también se usa para bolsas de supermercado), con una solución de agua y azúcar común; la boca de la bolsa debe quedar herméticamente cerrada. En estas condiciones, se la sumerge en un recipiente que contenga agua.
El celofán cumple el papel de una membrana y la característica que presenta es la de no permitir el paso de las moléculas de azúcar en la solución, lo cual significa que es impermeable al azúcar. Por el contrario, deja pasar con facilidad las moléculas de agua, o sea, es permeable a ella. Las membranas que presentan este comportamiento reciben el nombre de semipermeables. De acuerdo a lo anterior, en el experimento se puede observar que, al comienzo el recipiente formado por la membrana de celofán se encuentra distendido, pero poco a poco va aumentando de tamaño hasta quedar inflado. Esto es consecuencia de la difusión del agua a través de la membrana, desde el recipiente hacia el interior de la bolsa. Este es el fenómeno que se conoce como ósmosis.